# Верхнеподвесная дверь
Верхнеподвесная дверь — редко используемый тип автомобильной двери. У неё нет общепринятого названия, поэтому можно встретить различные вариации. Верхнеподвесная дверь — тип двери, находящейся на верхе автомобиля и приподнимающаяся, чтобы обеспечить доступ пассажирам. Дверь похожа на откидную кабину самолёта-истребителя. Устоявшихся стандартов на верхнеподвесные двери не существует, поэтому они могут крепиться шарнирами спереди, сбоку или сзади — хотя крепление спереди более распространено. Верхнеподвесные двери редко применяются на серийных автомобилях, иногда используются в концепт-карах.

## Messerschmitt
Известный производитель самолётов Messerschmitt после Второй мировой был лишен права выпускать самолёты. Вместо этого он стал заниматься изготовлением автомобилей. Разработку вёл авиаконструктор Фриц Фенд. Компания быстро приняла на вооружение верхнеподвесную дверь, так как это было простым решением, в котором она уже имела опыт. В отличие от большинства верхнеподвесных дверей, двери Messerschmitt сочленены шарнирами сбоку. Проблема бокового шарнирного крепления в том, что если ехать по другой стороне дороги, верхнеподвесная дверь откроется в неверном направлении. По этой причине, после этого, верхнеподвесные двери обычно крепятся шарнирами спереди или сзади.

### Messerschmitt KR175
| KR175 (1953 года) — первый серийный автомобиль с верхнеподвесной дверью. В 1956 году на его смену пришёл Messerschmitt KR200. |

### Messerschmitt KR200
| Черта KR200 (1956 года) - его верхнеподвесная дверь в форме пузыря. KR200 продолжал использовать боковое шарнирное крепление. Дверь обычно была из прозрачного акрилового волокна («Плексиглас» или «Перспекс»), несмотря на то, что его копией был безопасный для машины полиметилметакрилат. |

## Ferrari Modulo
| Ferrari Modulo (1970 года) - один из первых автомобилей с верхнеподвесной дверью. |

## Bond Bug
| Bond Bug (1970 года) — небольшой 3-колёсный гоночный автомобиль. Первый серийный автомобиль с передним шарнирным креплением. |

## Кит-карNova
| Кроме Purvis Eureka (лицензированная копия Nova) и Bond Bug, Nova (1971 года) - с креплением верхнеподвесной двери шарнирами спереди. Лобовое стекло имеет небольшие передние стойки, что делает внешний вид похожим на традиционный автомобиль, когда верхнеподвесная дверь закрыта. |

## Buick Wildcat
Buick Wildcat 1985 года оснащён верхнеподвесной дверью. Дверь использует удлинённый стиль, охватывая большую часть переда кузова (то есть не только салон). Применение верхнеподвесной двери обусловлено желанием сделать автомобиль футуристическим.

## Maserati Birdcage 75th
| Maserati Birdcage 75th (2005 года) не имеет обычных дверей, вместо этого он использует систему с удлинённой верхнеподвесной дверью. Из-за того, что демонстрируемая модель была без воздушного кондиционирования, журналисты (включая Harry Metcalfe из журнала Evo) испытывали уже упомянутый эффект теплицы. |

## Saab Aero-X
| Стиль верхней двери Aero X (2006 года) разработан на одном из самолётов Saab, который и воодушевил их на использование верхнеподвесной двери. Дверь открывается дистанционно, также есть рычаг, чтобы её закрыть. Состоящая из трёх частей верхнеподвесная дверь устраняет такие проблемы как высокий порог и неудобный наклон крыши, но этот механизм более сложный и тяжёлый и больше подвержен выходу из строя, блокируя тем самым пассажира внутри машины. Дверь включает в себя опоясывающее лобовое стекло и стеклянную крышу, боковые окна и кузовные панели (приподнимающиеся вверх, уменьшая таким образом пороги), and the top roof section of the interior fascia (которая сдвигается внутрь, и потому не заграждет вход/выход). Эти секции замысловато передвигаются в позицию, где занимают настолько мало места насколько это возможно. Такая конструкция устраняет необходимость в дверях и передних стойках кузова, поэтому лобовое стекло протягивается от одной боковой средней стойки до другой. |

## Volkswagen 1-litre car
| Верхнеподвесная дверь используется в 1-литровом концепт-каре VW 2002 года с объёмом 1 л. В[2010 году планировалось пустить в продажу ограниченное число этих автомобилей. |

## Бэтмобиль
Различные модели Бэтмобилей, участвующие в съёмках фильмов про Бэтмана, оснащены верхнеподвесной дверью.

## Заказные автомобили
| Верхнеподвесные двери пользуются популярностью на некоторых заказных автомобилях — модели, сконструированные Эддом Рот, такие как Orbitron, Road Agent и Beatnik Bandit. |